# 존 볼스타드
존 볼스타드(John Voldstad, 1951년 2월 20일 ~ )는 미국의 배우, 텔레비전 배우이다.
오슬로에서 태어났다.

## 영화
- 레프리콘 (1993년)
- 코치 (1989년)
- 조이스틱스 (1983년)
- 괴짜들의 병영 일지 (1981년) - 코포럴 역
- 제저벨스 (1975년)